# Lilou Wadoux

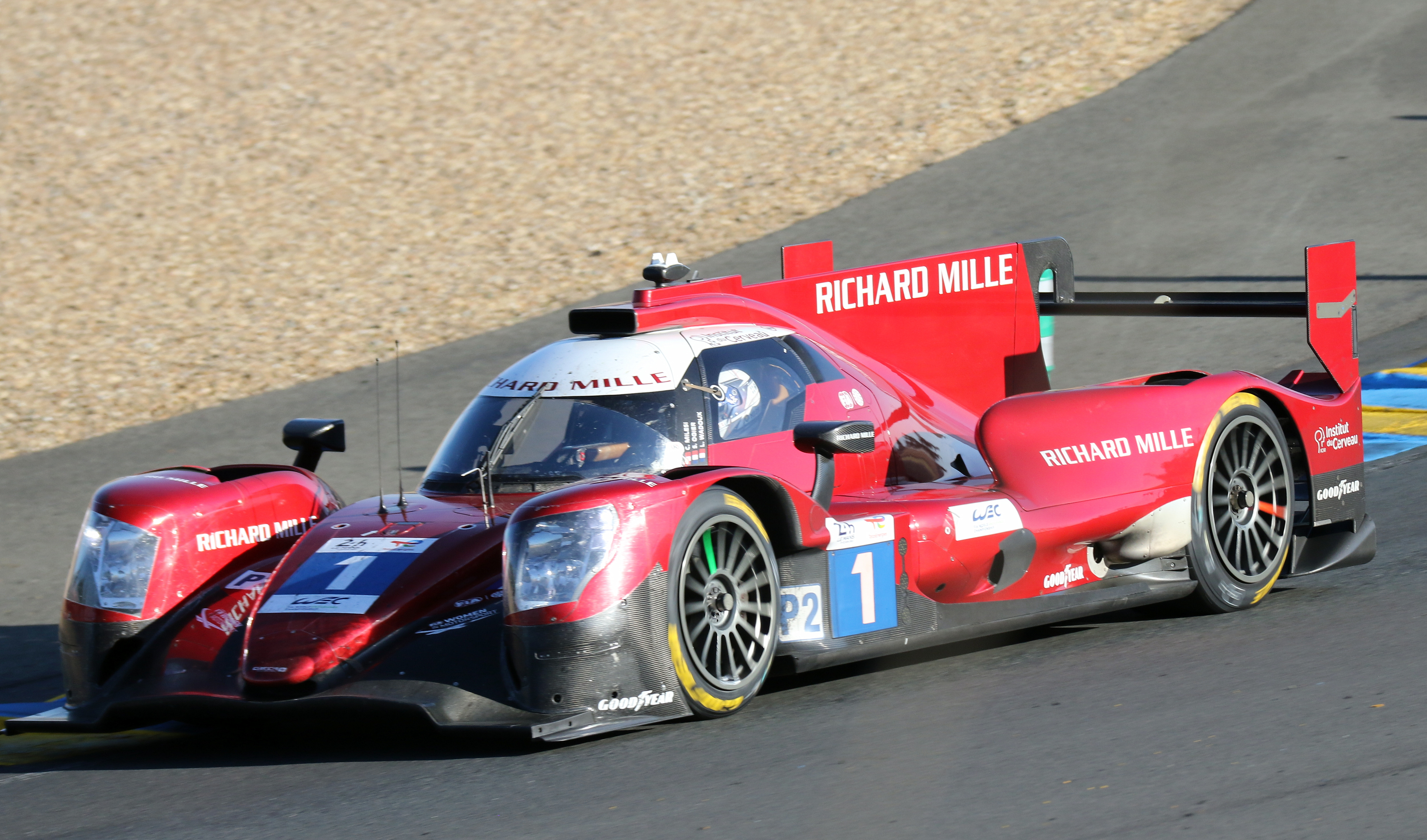
L'Oreca 07 de Liloux Wadoux, Sébastien Ogier et Charles Milesi lors des 24 Heures du Mans 2022.

Lilou Wadoux, née le 10 avril 2001 à Amiens, est une pilote automobile française. Elle est la fille de Cedric Wadoux, ancien pilote de rallye. Après avoir disputé des courses automobiles au volant de voitures de grand tourisme tels que l'Alpine A110 dans un championnat tel que l'Alpine Elf Europa Cup, elle participe à des épreuves d'endurance aux volant de voitures de catégorie sport-prototype dans un championnat tel que le championnat du monde d'endurance.

## Carrière
Lilou Wadoux a commencé le karting à l'âge de quatorze ans.
En 2019, elle a l'occasion de participer, au sein de l'écurie française JSB Compétition et au volant d'une Peugeot 308 TCR, aux trois premières manches du championnat européen de course de tourisme TCR Europe Touring Car Series. Elle participe également à deux manches de la Clio Cup France avec l'écurie GPA Racing.
En 2020, Lilou Wadoux rejoint l'écurie française Autosport GP afin de participer au championnat Alpine Elf Europa Cup dans la catégorie junior. Pour cette première participation, elle termine le championnat pilote en septième position avec 65 points.
En 2021, comme lors de la saison précédente, Lilou Wadoux poursuit son engagement avec Autosport GP afin de participer pour la seconde fois au championnat Alpine Elf Europa Cup. Cette saison permet à Lilou Wadoux de démontrer de réels progrès car elle réalise un meilleur temps en course lors de la manche sur le circuit Paul Armagnac, monte à huit occasions sur le podium et remporte une victoire lors de la manche de Portimão. Elle termine ainsi le championnat pilote en troisième position avec 156 points. Lilou Wadoux participera à la parade Alpine qui se tient lors des 24 Heures du Mans 2021 auprès de pilotes prestigieux tels que Fernando Alonso ou Esteban Ocon. Dans le cadre des 24 Heures du Mans, Lilou Wadoux aura également l'occasion de participer au meeting Porsche Sprint Challenge France, meeting qu'elle va dominer durant la seconde manche. À la suite de cette belle prestation, elle est conviée au rookie test par l'écurie française Richard Mille Racing Team afin de faire un essai au volant d'une Oreca 07 dans le cadre des 8 Heures de Bahreïn,.
En 2022, après avoir donné satisfaction lors du dernier rookie test, le Richard Mille Racing Team officialise la présence de Lilou Wadoux dans l'équipage de l'Oreca 07 no 1 de l'écurie pour le championnat du monde d'endurance 2022. Fin janvier 2022, l'écurie officialise le reste de l'équipage et les pilotes français Sébastien Ogier et Charles Milesi rejoignent Lilou Wadoux. Au début de l'année 2023, elle devient la première femme pilote officielle pour Ferrari dans le programme Competizioni GT. La marque annonce son engagement à la saison pour le Championnat du Monde d'Endurance dans l'équipe Richard Mille AF Corse (catégorie LMGTE Am). À l'occasion des 6 Heures de Spa 2023, elle devient la première femme à remporter une épreuve du championnat du monde d'endurance au volant de la Ferrari 488 GTE n°83 aux côtés de ses coéquipiers Alessio Rovera et Luis Pérez Companc.

## Palmarès

### Résultats aux 24 Heures du Mans
| Année | Écurie                    | Copilotes                         | Voiture             | Classe | Tours | Pos. | Classe Pos. |
| ----- | ------------------------- | --------------------------------- | ------------------- | ------ | ----- | ---- | ----------- |
| 2022  | Richard Mille Racing Team | Sébastien Ogier Charles Milesi    | Oreca 07 - Gibson   | LMP2   | 366   | 13e  | 9e          |
| 2023  | Richard Mille AF Corse    | Luís Pérez Companc Alessio Rovera | Ferrari 488 GTE Evo | GTE Am | 33    | Abd  | Abd         |

### Résultats en championnat du monde d'endurance
| Année | Écurie                    | Voiture             | Moteur                              | Classe   | 1   | 2   | 3   | 4   | 5   | 6   | Position | Points |
| ----- | ------------------------- | ------------------- | ----------------------------------- | -------- | --- | --- | --- | --- | --- | --- | -------- | ------ |
| 2022  | Richard Mille Racing Team | Oreca 07            | Gibson GK428 4,2 L V8 atmosphérique | LMP2     | SEB | SPA | LMS | MON | FUJ | BHR | 12e      | 30     |
| 2023  | Richard Mille AF Corse    | Ferrari 488 GTE Evo | Ferrari F154CB 3.9 L                | LMGTE AM | SEB | SPA | LMS | *   | *   | *   | *        | *      |

* Saison en cours.

### Résultats en Alpine Elf Europa Cup
| Année | Écurie       | Châssis         | Pneus | 1       | 2       | 3       | 4       | 5       | 6       | 7       | 8       | 9       | 10      | 11    | 12    | Position | Points |
| ----- | ------------ | --------------- | ----- | ------- | ------- | ------- | ------- | ------- | ------- | ------- | ------- | ------- | ------- | ----- | ----- | -------- | ------ |
| 2020  | Autosport GP | Alpine A110     | M     | NOG 1 7 | NOG 2 6 | NOG 3 7 | MAG 1 4 | MAG 2 4 | CPR 1 7 | CPR 2 5 | CPR 3 7 | POR 1 6 | POR 2 7 |       |       | 7e       | 65     |
| 2021  | Autosport GP | Alpine A110 Cup | M     | NOG 1 3 | NOG 2   | MAG 1 4 | MAG 2 3 | SPA 1 4 | SPA 2   | CAT 1 2 | CAT 2 4 | CPR 1 6 | CPR 2   | POR 1 | POR 2 | 3e       | 156    |